# Arvid Palmgrens Mekaniska Verkstad
Arvid Palmgrens Mekaniska Verkstad var ett svenskt verkstadsföretag i Norrköping.
Arvid Palmgrens Mekaniska Verkstad grundades 1870 av montören Arvid Palmgren (1844–1908). Det ombildades till aktiebolag 1909. Företaget specialiserade sig på anläggningar för värme, avlopp och gas till fabriker och institutioner. År 1935 hade företaget 45 anställda. Företaget uppförde en fabrik i kvarteret Tulpan i Norrköping, där det tillverkades bland annat maskiner för kemiska fabriker och för färgerier samt gasarmatur.